# 青木健至
青木 健至（あおき　たけし、1966年3月 – ）は、日本の防衛官僚。

## 人物
東京都出身。東京都立九段高等学校を経て、一橋大学経済学部卒業。

## 略歴
出典:
- 1989年：防衛庁入庁　長官官房総務課
- 2005年：外務省総合外交政策局軍縮・不拡散・科学部軍備管理軍縮課生物・化学兵器禁止条約室長
- 2008年：防衛政策局調査課戦略情報分析室長
- 2010年：大臣官房参事官
- 2011年：防衛政策局国際政策課長
- 2012年：運用企画局情報通信・研究課長
- 2014年：人事教育局人材育成課長
- 2015年：人事教育局人事計画・補任課長
- 2017年：内閣府遺棄化学兵器処理担当室長
- 2019年：大臣官房審議官
- 2020年：地方協力局次長
- 2022年：報道官
- 2023年：政策立案総括審議官
- 2024年：人事教育局長
- 2025年：辞職